# Hristianovo, Stara Zagora
Hristianovo (în bulgară Християново) este un sat în comuna Stara Zagora, regiunea Stara Zagora,  Bulgaria. 

## Demografie
Componența etnică a satului Hristianovo
     Romi (6%)
     Bulgari (87,46%)
     Nicio identificare (6,52%)
     Altele (0%)
La recensământul din 2011, populația satului Hristianovo era de 383 locuitori. Din punct de vedere etnic, majoritatea locuitorilor (87,46%) erau bulgari, cu o minoritate de romi (6%). Pentru 6,52% din locuitori nu este cunoscută apartenența etnică.